# Puegnago sul Garda

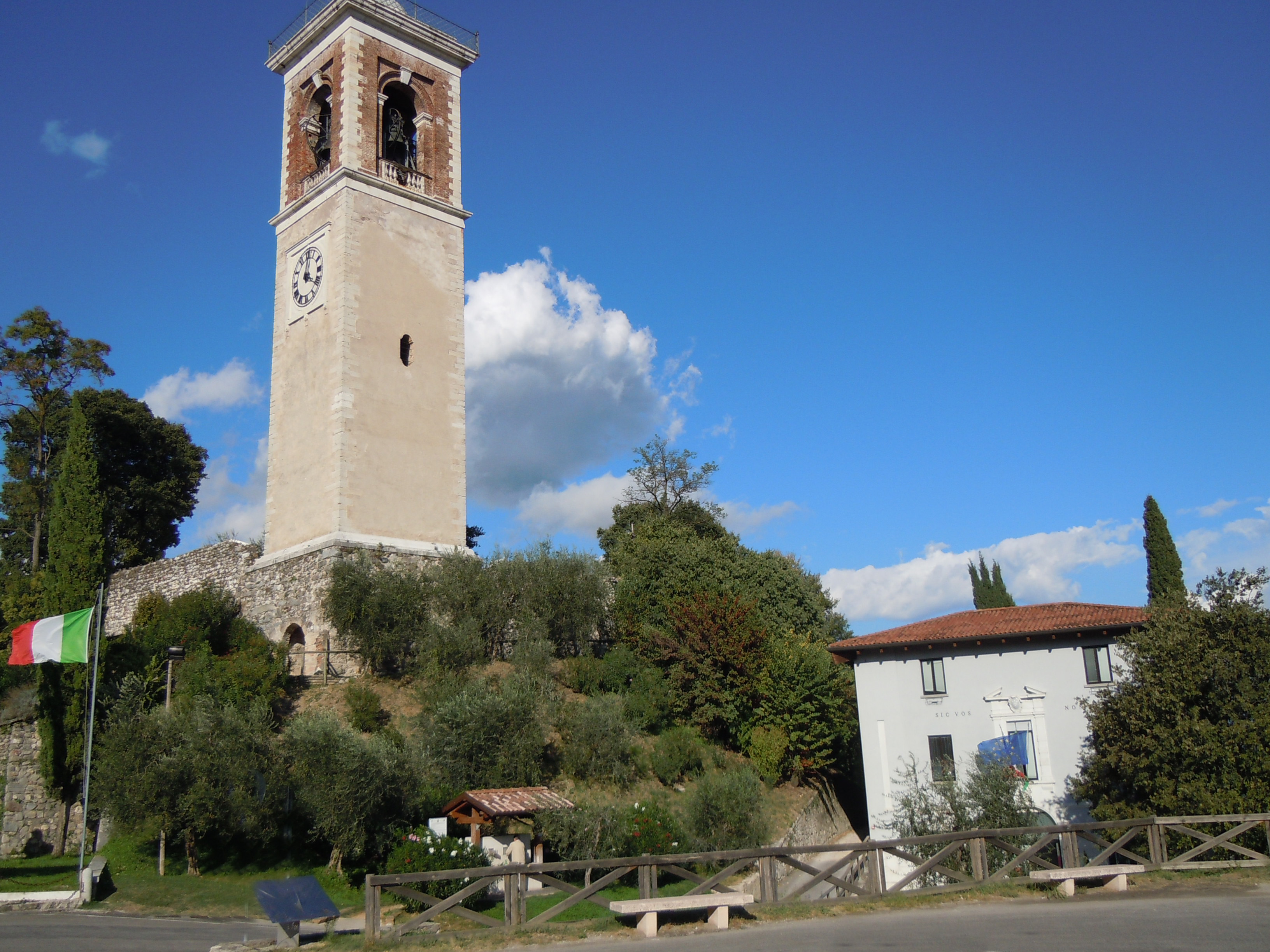
Gemeindeverwaltung von Puegnago sul Garda

Puegnago sul Garda ist eine norditalienische Gemeinde (comune) mit 3465 Einwohnern (Stand 31. Dezember 2023) in der Provinz Brescia in der Lombardei. Die Gemeinde liegt etwa 20 Kilometer ostnordöstlich von Brescia. Durch die Gemeinde fließen der Rio Naviglio und der Rio Avolo. Die Gemeinde grenzt – trotz ihres Namens – nicht unmittelbar an den Gardasee, sondern liegt etwas westlich davon.